# خورخه پینیو دا سیلوا
خورخه پینیو دا سیلوا (انگلیسی: Jorge Piñero da Silva؛ زادهٔ ۲۴ ژوئن ۱۹۸۷) بازیکن فوتبال اهل آرژانتین است.